# ケイシー打席に立つ
「ケイシー打席に立つ　1888年に歌われた共和国のバラード」（原題:"Casey at the Bat: A Ballad of the Republic Sung in the Year 1888"）とは、アーネスト・セア（Ernest Thayer）作のベースボール・ポエム。1888年6月3日付サンフランシスコ・イグザミナー紙初出。コメディアンのド・ウルフ・ホッパー（DeWolf Hopper）の朗唱によって一世を風靡、その後のベースボール・ポエムの隆盛をもたらす。

## 梗概
その日ホームのマドヴィルは敗色濃厚。2対4と2点ビハインドの9回裏もあっけなく2アウトとられてしまい、しかも強打者ケイシーの前には頼りないのが2人。もうだめだとしょんぼりする観客の前で、フリンがヒット、ジミーが二塁打でつづき二塁三塁のお膳立て、打席にケイシーを迎え球場のボルテージは最高潮に達する。2球ストライクも悠然と見逃すケイシーに観客の期待は高まるが、しかしケイシーは三振に倒れてしまう。

## 派生作品
この詩は人気を博し様々なパロディや派生作品を生んだが、ここでは主なものを挙げるにとどめる。
- ウォーレス・ビアリー主演のサイレント映画Casey at the Bat（1927年）邦題は『野次喜多野球の巻』。
- ディズニーのアニメ映画『メイク・マイン・ミュージック』（1946年）の一篇。
- 米歌手ジョー・ウォルシュがヒット曲『ロッキー・マウンテン・ウェイ（Rocky Mountain Way）』（1973年）の歌詞に引用している。